# Carlo Parri (scrittore)
Carlo Parri (Pisa, 14 settembre 1948) è uno scrittore italiano. Insegna scrittura creativa presso le università Paolo Naliato e delle LiberEtà di Udine, cura processi editoriali e si occupa di divulgazione Dantesca.

## Biografia
A sedici anni dà vita a Pisa, con il regista Alessandro Garzella e altri, alla compagnia teatrale "Noi", che mette in scena opere di autori appartenenti alla compagnia stessa. A diciannove si trasferisce a Roma dove ben presto entra nel mondo del cinema e della televisione come montatore. Lavora con molti registi tra cui Carlo Lizzani, Bruno Rasia, Roberto Faenza, Carmelo Bene, Virgilio Sabel, Giuliana Berlinguer, Giulio Macchi, Marco Bellocchio.
Nel 1983 si trasferisce con la famiglia in Umbria, a Castiglione del Lago dove, nel 2012, debutta come autore noir vincendo il premio Tedeschi con il romanzo Il metodo Cardosa. Contemporaneamente si occupa di omeopatia, di tecniche di comunicazione e di marketing.
Vincitore di numerosi premi letterari, dopo un breve periodo passato in provincia di Firenze, nel 2015, si è trasferito a Udine dove insegna scrittura creativa in due università per la formazione adulti, si occupa di editing e organizza percorsi di divulgazione dantesca anche attraverso trasmissioni radiofoniche e televisive.

## Opere
- 1967 - A casa mia, Ritorno al Sud, Parlami di palloni gialli, sulla rivista letteraria Viviamo diretta da V. Sapienza e A. Pellegrini
- 2012 - Il libro nell'isola, contenuto nell'antologia "Delitti d'acqua dolce" (Lampi di stampa)
- 2012 - Rosario Greco o della normalità, Editrice Esperienze
- 2012 - Il metodo Cardosa, Mondadori; Giallo Mondadori n. 3068
- 2012 - Due secondi per decidere, D.S.G.2012 -
- 2013 - Cecafumo, Editrice Esperienze
- 2013 - Sulla via di Damasco, Delos Books, con lo pseudonimo di Ripar Lorca
- 2013 - Cardosa a Mercabarna, Mondadori; Giallo Mondadori Classici n. 1330
- 2014 - Si chiamava Nina, Delos digital; Delos Crime
- 2014 - Il bagno al Tevere, Delos Books, con lo pseudonimo di Ripar Lorca
- 2014 - Cardosa e i fantasmi del mare, Mondadori; Giallo Mondadori Classici n. 1350
- 2014 - Né triste, né allegro, Delos digital; Delos Crime
- 2014 - Bianco e rosso, ed. Biblioteca comunale Trichiana
- 2014 - Cecafumo, Carlo Parri; Delos Crime - versione ebook
- 2015 - Cardosa e lo scrittoio della Pimpaccia, Mondadori; Giallo Mondadori Classici n. 1370
- 2015 - Cuore d'argento, edizioni Memori
- 2015 - Maria Cardosa, in Delitti in giallo, Giallo Mondadori Extra
- 2015 - La casa a Fontana di Trevi, Editrice Esperienze
- 2016 - Alla fine di questo viaggio, La Lettera Scarlatta Edizioni
- 2017 - La Lambretta di Cardosa, Mondadori, Giallo Mondadori Classici oro n. 7
- 2017 - La quercia delle lacrime, Edizioni Alphabeta Verlag
- 2018 - Cardosa e il codice Modigliani, Mondadori; Giallo Mondadori n. 3166
- 2019 - Il viaggiatore di libri, Edito da Comune di Borgo Valbelluna
- 2020 - Firmato Cardosa, Mondadori; Giallo Mondadori n. 3191
- 2020 - Cardosa e lo sfratto del caffè Greco; Giallo Mondadori n. 3192
- 2020 - Carissimo Poirot, mon cher Cardosa; Giallo Mondadori Extra n. 33
- 2022 - Cardosa e l'indagine Pasolini; Porto Seguro Editore
- 2023 - Donna di confine; Settechiavi ed.
- 2023 - Nella Torre il silenzio; Porto Seguro Editore
- 2024 - La casa a fontana di Trevi; Delos Digital
- 2025 - Verdad para Nadia; Delos Digital

## Premi letterari
- 2012 Premio Tedeschi Mondadori col romanzo "Il metodo Cardosa"·
- 2012 Mystfest di Cattolica col racconto "Oro alla patria"·
- 2012 Premio di poesia Coniugi Boccaccio con la poesia "Santa Teresa"·
- 2012 Fantastichandicap col racconto "Marta sta male"·
- 2012 Esperienze in giallo col racconto "Rosario Greco o della normalità"·
- 2012 Giallo Stresa finalista col racconto "Il libro nell'isola"·
- 2012 Giallo Birra col racconto "Baal Ale"·
- 2012 Emozioni sul mare col racconto "Due secondi per decidere"·
- 2012 Il racconto ritrovato col racconto "Kalinifta"·
- 2013 Esperienze in giallo col racconto "Cecafumo"
- 2013 Mystfest di Cattolica col racconto "Si chiamava Nina"·
- 2013 Giallo carta col racconto "Oro alla patria"·
- 2013 Giallo miele col racconto "Mania mel"·
- 2014 Trichiana paese del libro col racconto "Bianco e rosso"
- 2015 Un mare di storie, San Benedetto del Tronto col racconto "Cuore d'argento"
- 2015 Esperienze in giallo col racconto "La casa a Fontana di Trevi"
- 2016 Tuttiscrittori 2016 col racconto "Alla fine di questo viaggio"
- 2019 Trichiana paese del libro col racconto "Il viaggiatore di libri"